# Marathon de Chicago 2016
Navigation
Édition 2015 Édition 2017
Le Marathon de Chicago de 2016 est la 39e édition du Marathon de Chicago, aux États-Unis, qui a lieu le dimanche 9 octobre 2016. C'est le cinquième des World Marathon Majors à avoir lieu en 2016. Le Kényan Abel Kirui remporte la course masculine avec un temps de 2 h 11 min 23 s. Sa compatriote Florence Kiplagat s'impose chez les femmes en 2 h 21 min 32 s.

## Résultats

### Hommes
| Rang | Athlète         | Nationalité | Temps           |
| ---- | --------------- | ----------- | --------------- |
|      | Abel Kirui      | Kenya       | 2 h 11 min 23 s |
|      | Dickson Chumba  | Kenya       | 2 h 11 min 26 s |
|      | Gideon Kipketer | Kenya       | 2 h 12 min 20 s |
| 4    | Paul Lonyangata | Kenya       | 2 h 13 min 17 s |
| 5    | Stephen Sambu   | Kenya       | 2 h 13 min 35 s |
| 6    | Abayneh Ayele   | Éthiopie    | 2 h 13 min 52 s |
| 7    | Takuya Fukatsu  | Japon       | 2 h 13 min 53 s |
| 8    | Diego Estrada   | États-Unis  | 2 h 13 min 56 s |
| 9    | Koji Gokaya     | Japon       | 2 h 14 min 34 s |
| 10   | Elkanah Kibet   | États-Unis  | 2 h 16 min 37 s |

### Femmes
| Rang | Athlète                | Nationalité | Temps           |
| ---- | ---------------------- | ----------- | --------------- |
|      | Florence Kiplagat      | Kenya       | 2 h 21 min 32 s |
|      | Edna Kiplagat          | Kenya       | 2 h 23 min 28 s |
|      | Valentine Kipketer     | Kenya       | 2 h 23 min 41 s |
| 4    | Purity Rionoripo       | Kenya       | 2 h 24 min 47 s |
| 5    | Yebrgual Melese        | Éthiopie    | 2 h 24 min 49 s |
| 6    | Atsede Baysa           | Éthiopie    | 2 h 28 min 53 s |
| 7    | Serena Burla           | États-Unis  | 2 h 30 min 40 s |
| 8    | Agnieszka Mierzejewska | Pologne     | 2 h 32 min 13 s |
| 9    | Sarah Crouch           | États-Unis  | 2 h 33 min 48 s |
| 10   | Alia Gray              | États-Unis  | 2 h 34 min 00 s |